# Takhatpur
Takhatpur é uma cidade e uma nagar panchayat no distrito de Bilaspur, no estado indiano de Chhattisgarh.

## Geografia
Takhatpur está localizada a 22° 09′ N, 81° 52′ L. Tem uma altitude média de 269 metros (882 pés).

## Demografia
Segundo o censo de 2001, Takhatpur tinha uma população de 16 989 habitantes. Os indivíduos do sexo masculino constituem 51% da população e os do sexo feminino 49%. Takhatpur tem uma taxa de literacia de 68%, superior à média nacional de 59,5%: a literacia no sexo masculino é de 76% e no sexo feminino é de 59%. Em Takhatpur, 14% da população está abaixo dos 6 anos de idade.